# 솔런트 해협

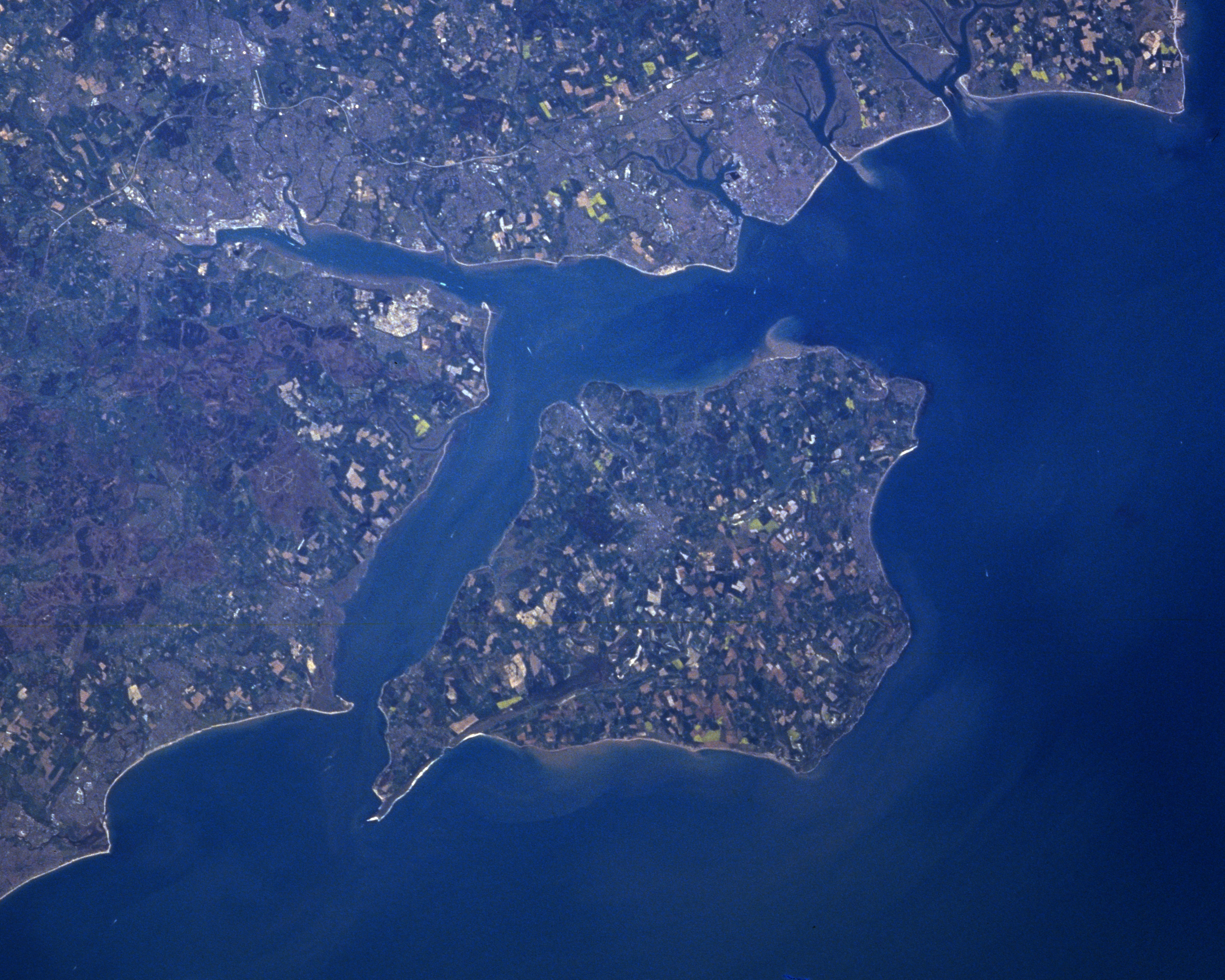

솔런트 해협(영어: Solent)은 영국 본토에서 와이트 섬을 분리하는 해협이다.